# Auditorium Rai del Foro Italico
L'Auditorium Rai del Foro Italico è una struttura della Rai sita a Roma in Piazza Lauro De Bosis, 5.
In precedenza luogo dell'Accademia della Musica, appartenente al plesso del Foro Italico, l'auditorium è stato inizialmente adibito a sala da concerti, come sede dell'Orchestra Sinfonica di Roma della RAI e solo dalla seconda metà degli anni novanta è utilizzato per la realizzazione di trasmissioni televisive della TV di Stato.

## Programmi realizzati
Vi si sono realizzate alcune tra le più importanti trasmissioni televisive della storia della Rai come (la seguente tabella è approssimativa e in costante aggiornamento):
| Programma realizzato                                          | Emittente            | Messa in onda     | Messa in onda    | Conduzione principale                                    | Regia                   |
| Programma realizzato                                          | Emittente            | Inizio            | Fine             | Conduzione principale                                    | Regia                   |
| ------------------------------------------------------------- | -------------------- | ----------------- | ---------------- | -------------------------------------------------------- | ----------------------- |
| Colonna Sonora '90 - 8º Festival Musica da Film               | Rai 1                | 23 novembre 1990  | 23 novembre 1990 | Maria Giovanna Elmi e Memo Remigi                        | Claudio Bondi           |
| Tempo di tv - RAI 1954-1993. La televisione racconta l'Italia | Rai 1                | 26 ottobre 1993   | 26 ottobre 1993  | Piero Angela                                             |                         |
| Concerto della Befana                                         | Rai 1                | 6 gennaio 1994    | 6 gennaio 1994   | Daniele Piombi                                           | Fausto Dall'Olio        |
| Speciale Parole e Vita - Domande su Gesù                      | Rai 2                | 1º aprile 1994    | 1º aprile 1994   | Nuccio Fava                                              | Carlo De Biase          |
| Papaveri e papere                                             | Rai 1                | 4 marzo 1995      | 8 aprile 1995    | Pippo Baudo e Giancarlo Magalli                          | Michele Guardì          |
| Carràmba! Che sorpresa (ed. I)                                | Rai 1                | 21 dicembre 1995  | 15 febbraio 1996 | Raffaella Carrà                                          | Sergio Japino           |
| Carràmba! Che sorpresa (ed. II)                               | Rai 1                | 5 ottobre 1996    | 6 gennaio 1997   | Raffaella Carrà                                          | Sergio Japino           |
| 40 minuti con Raffaella                                       | Rai 1                | 7 ottobre 1996    | 3 gennaio 1997   | Raffaella Carrà                                          | Sergio Japino           |
| Fantastica italiana (ed. II)                                  | Rai 1                | 12 aprile 1997    | 14 giugno 1997   | Giancarlo Magalli con Teo Teocoli                        | Lella Artesi            |
| Carràmba! Che sorpresa (ed. III)                              | Rai 1                | 8 gennaio 1998    | 2 aprile 1998    | Raffaella Carrà                                          | Sergio Japino           |
| Carràmba! Che fortuna (ed. IV)                                | Rai 1                | 3 ottobre 1998    | 6 gennaio 1999   | Raffaella Carrà                                          | Sergio Japino           |
| Centoventitré                                                 | Rai 1                | 19 ottobre 1998   | 5 gennaio 1999   | Raffaella Carrà                                          | Sergio Japino           |
| Segreti e bugie                                               | Rai 1                | 1º maggio 1999    | 15 giugno 1999   | Michele Cucuzza e Katia Ricciarelli                      | Sergio Japino           |
| Carràmba! Che fortuna (ed. V)                                 | Rai 1                | 2 ottobre 1999    | 6 gennaio 2000   | Raffaella Carrà                                          | Sergio Japino           |
| I Fantastici di Raffaella                                     | Rai 1                | 4 ottobre 1999    | 31 dicembre 1999 | Raffaella Carrà                                          | Sergio Japino           |
| Carràmba! Che fortuna (ed. VI)                                | Rai 1                | 30 settembre 2000 | 6 gennaio 2001   | Raffaella Carrà                                          | Sergio Japino           |
| Nientepopodimenoche                                           | Rai 1                | 13 febbraio 2001  | 10 aprile 2001   | Michele Guardì                                           | Giovanna Flora          |
| David di Donatello (ed. XLVI)                                 | Rai 2                | 10 aprile 2001    | 10 aprile 2001   | Piero Chiambretti                                        |                         |
| Siamo tutti invitati (citofonare Calone)                      | Rai 1                |                   |                  | Massimo Ranieri                                          |                         |
| Carràmba! Che sorpresa (ed. VII)                              | Rai 1                | 24 gennaio 2002   | 11 aprile 2002   | Raffaella Carrà                                          | Sergio Japino           |
| Amore mio... diciamo così                                     | Rai 1                | 18 gennaio 2003   |                  | Claudio Amendola con Roberta Lanfranchi e Matilde Brandi |                         |
| Sogni                                                         | Rai 1                | 7 febbraio 2004   | 27 marzo 2004    | Raffaella Carrà                                          | Sergio Japino           |
| I raccomandati (ed. III)                                      | Rai 1                | 19 ottobre 2004   | 7 dicembre 2004  | Carlo Conti                                              | Giuliana Baroncelli     |
| Telethon (ed. XV)                                             | Rai 1, Rai 2 e Rai 3 |                   |                  | Milly Carlucci                                           |                         |
| Ballando con le stelle (ed. I)                                | Rai 1                | 8 gennaio 2005    | 26 febbraio 2005 | Milly Carlucci con Paolo Belli                           | Danilo Di Santo         |
| Sabato italiano                                               | Rai 1                | 9 aprile 2005     | 21 maggio 2005   | Pippo Baudo                                              |                         |
| Ballando con le stelle (ed. II)                               | Rai 1                | 17 settembre 2005 | 6 gennaio 2006   | Milly Carlucci con Paolo Belli                           | Danilo Di Santo         |
| Ballando con le stelle (ed. III)                              | Rai 1                | 16 settembre 2006 | 6 gennaio 2007   | Milly Carlucci con Paolo Belli                           | Danilo Di Santo         |
| Telethon (ed. XVIII)                                          | Rai 1, Rai 2 e Rai 3 |                   |                  | Fabrizio Frizzi e Milly Carlucci                         |                         |
| Carràmba! Che fortuna (ed. VIII)                              | Rai 1                | 17 settembre 2008 | 6 gennaio 2009   | Raffaella Carrà                                          | Sergio Japino           |
| Telethon (ed. XIX)                                            | Rai 1, Rai 2 e Rai 3 |                   |                  | Fabrizio Frizzi e Milly Carlucci                         |                         |
| Incredibile!                                                  |                      |                   |                  |                                                          |                         |
| Ballando con le stelle (ed. VI)                               | Rai 1                | 9 gennaio 2010    | 20 marzo 2010    | Milly Carlucci con Paolo Belli                           | Danilo Di Santo         |
| I migliori anni (ed. IV)                                      | Rai 1                | 17 settembre 2010 | 6 gennaio 2011   | Carlo Conti                                              | Maurizio Pagnussat      |
| Perfetti innamorati                                           | Rai 1                | 18 gennaio 2011   | 18 gennaio 2011  | Georgia Luzi e Marco Liorni                              | Duccio Forzano          |
| Ballando con le stelle (ed. VII)                              | Rai 1                | 26 febbraio 2011  | 30 aprile 2011   | Milly Carlucci con Paolo Belli                           | Danilo Di Santo         |
| Lasciami cantare!                                             | Rai 1                | 25 maggio 2011    | 8 gennaio 2011   | Carlo Conti                                              | Maurizio Pagnussat      |
| Ora... ci vorrebbe un amico                                   | Rai 1                | 1º luglio 2011    | 1º luglio 2011   | Lorella Cuccarini                                        | Sergio Colabona         |
| Ti lascio una canzone (ed. V)                                 | Rai 1                | 17 settembre 2011 | 23 dicembre 2011 | Antonella Clerici                                        | Sergio Colabona         |
| Ballando con le stelle (ed. VIII)                             | Rai 1                | 7 gennaio 2012    | 17 marzo 2012    | Milly Carlucci con Paolo Belli                           | Danilo Di Santo         |
| Ballando con te                                               | Rai 1                | 24 marzo 2012     | 7 aprile 2012    | Milly Carlucci con Paolo Belli                           | Danilo Di Santo         |
| Punto su di te!                                               | Rai 1                | 9 maggio 2012     | 16 maggio 2012   | Elisa Isoardi e Claudio Lippi                            | Stefano Gigli           |
| Riusciranno i nostri eroi                                     | Rai 1                | 11 gennaio 2013   | 8 febbraio 2013  | Max Giusti                                               | Cristiano D'Alisera     |
| Altrimenti ci arrabbiamo                                      | Rai 1                | 6 aprile 2013     | 4 maggio 2013    | Milly Carlucci                                           | Luca Alcini             |
| Ballando con le stelle (ed. IX)                               | Rai 1                | 5 ottobre 2013    | 7 dicembre 2013  | Milly Carlucci con Paolo Belli                           | Danilo Di Santo         |
| Telethon (ed. XXIV)                                           | Rai 1, Rai 2 e Rai 3 | 9 dicembre 2013   | 15 dicembre 2013 | Fabrizio Frizzi                                          |                         |
| Ti lascio una canzone (ed. VII)                               | Rai 1                | 1º febbraio 2014  | 26 aprile 2014   | Antonella Clerici                                        | Stefano Vicario         |
| Ballando con le stelle (ed. X)                                | Rai 1                | 4 ottobre 2014    | 6 dicembre 2014  | Milly Carlucci con Paolo Belli                           | Danilo Di Santo         |
| Un mondo da amare                                             | Rai 1                | 19 dicembre 2014  | 19 dicembre 2014 | Bruno Vespa e Antonella Clerici                          |                         |
| Senza parole                                                  | Rai 1                | 11 aprile 2015    | 30 maggio 2015   | Antonella Clerici                                        | Sergio Colabona         |
| Ti lascio una canzone (ed. VIII)                              | Rai 1                | 12 settembre 2015 | 28 novembre 2015 | Antonella Clerici                                        | Stefano Vicario         |
| Telethon (ed. XXVI)                                           | Rai 1, Rai 2 e Rai 3 | 13 dicembre 2015  | 20 dicembre 2015 | Fabrizio Frizzi                                          |                         |
| Ballando con le stelle (ed. XI)                               | Rai 1                | 20 febbraio 2016  | 23 aprile 2016   | Milly Carlucci con Paolo Belli                           | Danilo Di Santo         |
| Sogno azzurro                                                 | Rai 1                | 31 maggio 2016    | 31 maggio 2016   | Antonella Clerici                                        |                         |
| Il grande match                                               | Rai 1 e Rai 2        | 10 giugno 2016    | 10 luglio 2016   | Flavio Insinna e Marco Mazzocchi                         | Roberto Croce           |
| Dieci cose                                                    | Rai 1                | 15 ottobre 2016   | 5 novembre 2016  | Flavio Insinna e Federico Russo                          | Duccio Forzano          |
| Telethon (ed. XXVII)                                          | Rai 1, Rai 2 e Rai 3 | 11 dicembre 2016  | 18 dicembre 2016 | Fabrizio Frizzi e Mara Venier                            |                         |
| Ballando con le stelle (ed. XII)                              | Rai 1                | 25 febbraio 2017  | 29 aprile 2017   | Milly Carlucci con Paolo Belli                           | Luca Alcini             |
| Celebration                                                   | Rai 1                | 14 ottobre 2017   | 4 novembre 2017  | Neri Marcorè e Serena Rossi                              | Duccio Forzano          |
| Telethon (ed. XXVIII)                                         | Rai 1, Rai 2 e Rai 3 | 16 dicembre 2017  | 23 dicembre 2017 | Antonella Clerici                                        |                         |
| Ballando con le stelle (ed. XIII)                             | Rai 1                | 10 marzo 2018     | 19 maggio 2018   | Milly Carlucci con Paolo Belli                           | Luca Alcini             |
| Premio Bellisario (ed. XXX)                                   | Rai 2                | 19 giugno 2018    | 19 giugno 2018   | Paola Perego                                             |                         |
| La TV delle Ragazze - Gli Stati generali 1988-2018            | Rai 3                | 8 novembre 2018   | 29 novembre 2018 | Serena Dandini                                           | Piergiorgio Camilli     |
| Telethon (ed. XXIX)                                           | Rai 1, Rai 2 e Rai 3 | 15 dicembre 2018  | 22 dicembre 2018 | Antonella Clerici                                        |                         |
| Ballando con le stelle (ed. XIV)                              | Rai 1                | 30 marzo 2019     | 31 maggio 2019   | Milly Carlucci con Paolo Belli                           | Luca Alcini             |
| Stati generali                                                | Rai 3                | 21 novembre 2019  | 16 gennaio 2020  | Serena Dandini                                           | Caterina Pollini        |
| Telethon (ed. XXX)                                            | Rai 1, Rai 2 e Rai 3 | 14 dicembre 2019  | 21 dicembre 2019 | Antonella Clerici                                        |                         |
| Ballando con le stelle (ed. XV)                               | Rai 1                | 19 settembre 2020 | 21 novembre 2020 | Milly Carlucci con Paolo Belli                           | Luca Alcini             |
| Telethon (ed. XXXI)                                           | Rai 1, Rai 2 e Rai 3 | 12 dicembre 2020  | 19 dicembre 2020 | Gigi D'Alessio, Arianna Ciampoli e Paolo Belli           |                         |
| Il cantante mascherato (ed. II)                               | Rai 1                | 29 gennaio 2021   | 26 febbraio 2021 | Milly Carlucci                                           | Luca Alcini             |
| Top Dieci (ed. II)                                            | Rai 1                | 23 aprile 2021    | 28 maggio 2021   | Carlo Conti                                              | Maurizio Pagnussat      |
| Notte azzurra                                                 | Rai 1                | 1º giugno 2021    | 1º giugno 2021   | Amadeus                                                  | Stefano Mignucci        |
| Notti europee                                                 | Rai 1                | 11 giugno 2021    | 11 luglio 2021   | Marco Lollobrigida e Danielle Madam                      |                         |
| Notte azzurra - La vittoria                                   | Rai 1                | 12 luglio 2021    | 12 luglio 2021   | Serena Autieri e Marco Lollobrigida                      |                         |
| Ballando con le stelle (ed. XVI)                              | Rai 1                | 16 ottobre 2021   | 18 dicembre 2021 | Milly Carlucci con Paolo Belli                           | Luca Alcini             |
| Il cantante mascherato (ed. III)                              | Rai 1                | 11 febbraio 2022  | 1º aprile 2022   | Milly Carlucci                                           | Luca Alcini             |
| Ballando con le stelle (ed. XVII)                             | Rai 1                | 8 ottobre 2022    | 23 dicembre 2022 | Milly Carlucci con Paolo Belli                           | Luca Alcini             |
| Il cantante mascherato (ed. IV)                               | Rai 1                | 11 marzo 2023     | 22 aprile 2023   | Milly Carlucci                                           | Luca Alcini             |
| Noos - L'avventura della conoscenza                           | Rai 1                | 29 giugno 2023    | 3 agosto 2023    | Alberto Angela                                           | Gabriele Cipollitti     |
| Ballando con le stelle (ed. XVIII)                            | Rai 1                | 21 ottobre 2023   | 23 dicembre 2023 | Milly Carlucci con Paolo Belli                           | Luca Alcini             |
| La TV fa 70                                                   | Rai 1                | 28 febbraio 2024  | 28 febbraio 2024 | Massimo Giletti                                          | Fabrizio Guttuso Alaimo |
| L'acchiappatalenti (ed. I)                                    | Rai 1                | 10 maggio 2024    | 8 giugno 2024    | Milly Carlucci                                           | Luca Alcini             |
| Ballando con le stelle (ed. XIX)                              | Rai 1                | 28 settembre 2024 | 21 dicembre 2024 | Milly Carlucci con Paolo Belli                           | Luca Alcini             |
| Sognando... Ballando con le stelle                            | Rai 1                | 9 maggio 2025     | 30 maggio 2025   | Milly Carlucci                                           | Luca Alcini             |